# Анла
Анла́ (фр. Anla, окс. Anlar) — коммуна во Франции, находится в регионе Юг — Пиренеи. Департамент — Верхние Пиренеи. Входит в состав кантона Молеон-Барус. Округ коммуны — Баньер-де-Бигор.
Код INSEE коммуны — 65012.

## География
Коммуна расположена приблизительно в 670 км к югу от Парижа, в 100 км юго-западнее Тулузы, в 50 км к юго-востоку от Тарба.
На западе коммуны протекает река Урс.

## Климат
Климат умеренно-океанический с солнечной тёплой погодой и обильными осадками на протяжении практически всего года.

## Население
Население коммуны на 2010 год составляло 80 человек.
| 1962 | 1968 | 1975 | 1982 | 1990 | 1999 | 2010 |
| ---- | ---- | ---- | ---- | ---- | ---- | ---- |
| 73   | 65   | 66   | 60   | 50   | 48   | 80   |

## Администрация
| Период | Период | Фамилия   | Партия | Примечания |
| ------ | ------ | --------- | ------ | ---------- |
| 1995   | 2008   | Ги Симон  |        |            |
| 2008   | 2020   | Серж Пико |        |            |

## Экономика
В 2010 году среди 45 человек трудоспособного возраста (15-64 лет) 32 были экономически активными, 13 — неактивными (показатель активности — 71,1 %, в 1999 году было 63,6 %). Из 32 активных жителей работали 32 человека (16 мужчин и 16 женщин), безработных не было. Среди 13 неактивных 4 человека были учениками или студентами, 4 — пенсионерами, 5 были неактивными по другим причинам.

## Достопримечательности
- Часовня Нотр-Дам-де-Лер